# 激动素
激动素（Kinetin）是促细胞分裂的植物激素细胞分裂素的一种。激动素最初是由卡洛斯·米勒以及福克·K.·斯库格等从经过高压蒸汽处理的鲱鱼精细胞DNA中分离得到的有增强细胞分裂活性的物质。因为能诱导细胞分裂，这种物质被称为激动素。激动素能诱导相应的细胞产生生长素。在植物组织培养中，激动素通常用来诱导癒傷組織的形成（配合生长素），以及诱导癒傷組織形成芽（需要同时使用低浓度的生长素）。